# 嘉峪关南站
嘉峪关南站，位于中华人民共和国甘肃省嘉峪关市，是兰新客运专线上的高铁站，于2014年12月26日开通启用，由中国铁路兰州局集团嘉峪关车务段管辖。

## 歷史
- 2014年12月26日开通启用。

## 車站周邊
- 嘉峪关一缕阳光旅馆
- 北大河
- 明珠文化生态园
- 嘉峪关市图书馆
- 酒钢三中
- 嘉峪关观礼古镇
- 嘉峪关市园林绿化管理局
- 讨赖河生态园
- 南湖文化生态园
- 南湖水润雄关
- 龙王庙滩
- 银泉度假村

## 外部連結
- 中国铁路客户服务中心（页面存档备份，存于）